# Luca Ascani
Luca Ascani (* 29. Juni 1983 in Loreto) ist ein ehemaliger italienischer Radrennfahrer.

## Sportliche Laufbahn
Luca Ascani belegte 2004 bei der italienischen Straßen-Radmeisterschaft der U23-Klasse den zweiten Platz im Einzelzeitfahren. Ab 2005 fuhr er für das Radsportteam Naturino-Sapore di Mare. In seinem ersten Jahr dort gewann er eine Etappe bei der Tour of Qinghai Lake. In der Saison 2007 gewann er das erste Teilstück des Giro d’Abruzzo und entschied auch die Gesamtwertung für sich.
Am 26. Juni 2007 gewann Ascani die italienische Zeitfahr-Meisterschaft. Anfang August wurde bekannt, dass er nach diesem Rennen positiv auf EPO getestet worden war. Er wurde für zwei Jahre bis August 2009 gesperrt, und der Meistertitel wurde ihm aberkannt. Nach Ablauf der Sperre kehrte er in den Radsport zurück und gewann 2010 die Gesamtwertung der Serbien-Rundfahrt. 2011 wurde er Dritter des Giro del Trentino und Vierter der Slowenien-Rundfahrt. Im Jahr darauf beendete er seine Sportkarriere.

## Erfolge
2005
- eine Etappe Tour of Qinghai Lake

2007
- Gesamtwertung und eine Etappe Giro d’Abruzzo

2010
- Gesamtwertung Serbien-Rundfahrt

## Teams
- 2005 Naturino-Sapore di Mare
- 2006 Naturino-Sapore di Mare
- 2007 Aurum Hotels
- 2010 CDC-Cavaliere
- 2011 D’Angelo & Antenucci-Nippo
- 2012 Farnese Vini-Selle Italia